# Mariehønen (film fra 1953)
|  | Denne artikel er oprettet af botten PalnaBot ud fra en ekstern database. Den kan derfor have sproglige fejl eller mangler. Denne skabelon kan fjernes efter kontrol af indholdet. |

 For alternative betydninger, se Mariehønen. (Se også artikler, som begynder med Mariehønen)
Mariehønen er en film instrueret af Erik R. Knudsen efter eget manuskript.

## Handling
Mariehønen æder bladlus, myrerne søger at jage den bort fra bladlusene. Parring, larver, forpupning. Mariehønen kommer ud af puppen.